# Larentia petrodes
Larentia petrodes là một loài bướm đêm trong họ Geometridae.